# 리쿠르트역
리쿠르트역(Li Curt)은 스위스 그라우뷘덴주의 포스키아보 지자체에 있는 기차역이다. 이 역은 래티셰 철도의 베르니나선에 위치해 있다.
역은 베르니나선의 도로변 부분에 위치하며, 단일 플랫폼과 역 건물이 있는 단일 선로로 구성된다. 역 북쪽에서 이 노선은 산탄토니오 교회를 지나갈 때 도로 교통과 거리를 공유한다. 남쪽으로는 르프레제까지 노선이 도로를 따라 이어진다.

## 운행편
다음 서비스는 리쿠르트에서 정차한다.
- 레기오 : 생모리츠와 티라노 사이를 매시간마다 운행